# 蕾切尔·海恩斯
蕾切尔·海恩斯（英語：Rachael Haynes，1986年12月26日—），澳大利亚女子板球运动员，2009年首次代表国家队参赛。她曾代表澳大利亚国家队参加2022年英联邦运动会板球比赛，获得一枚金牌。